# 中泰勒马克
中泰勒马克（挪威語：Midt-Telemark）是挪威泰勒马克郡的市镇，行政中心为伯村。市镇面积为518.51平方公里，2023年时人口数量为10,735人。

## 历史
该市镇成立于2020年1月1日，由伯和賽于赫拉两市镇合并而成。而同时原賽于赫拉市镇的一个村庄划至諾托登市镇。